# Fegyvertartás Svájcban

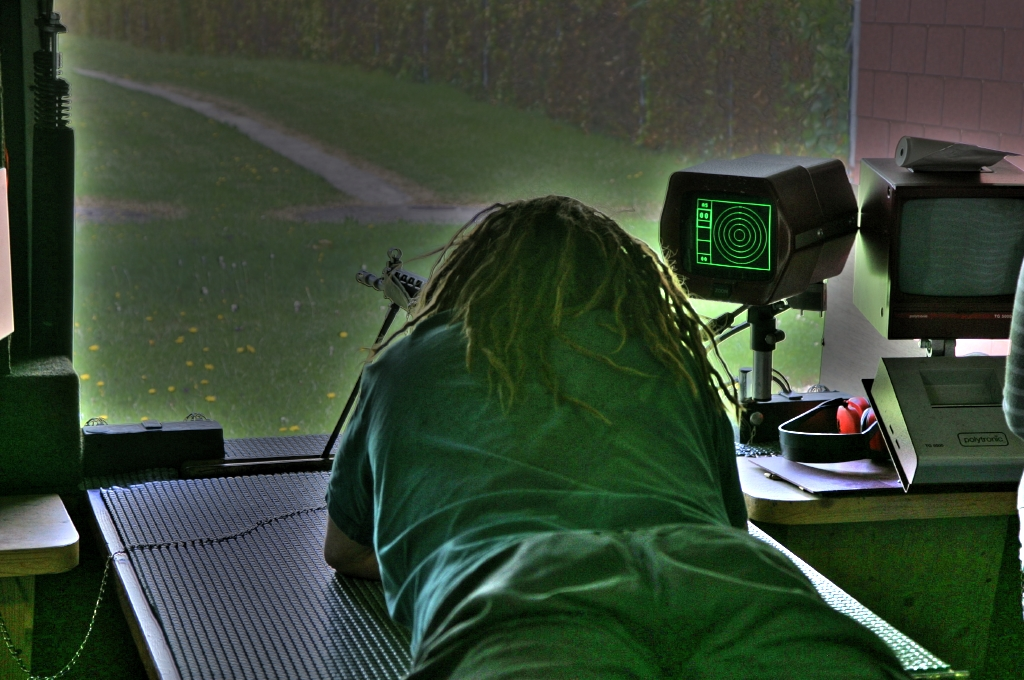
Egy állampolgár a kötelező éves gyakorlaton.

A svájci fegyverpolitika egyedülálló Európában. A milícia tulajdonában lévő személyi fegyvert az emberek az otthonokban tartják, ami a hadi kötelezettség része, hogy bármely pillanatban kész legyenek a mozgósításra. Az ellenzék mostanában fejezte ki a kívánságát egy keményebb szabályozásra. Egy referendumon 2011 februárjában visszautasították a szigorúbb fegyverszabályozást.

## Hadsereg által kiosztott fegyverek
A Svájci Hadsereg már régóta milíciaként szerveződik, hogy adott esetben gyorsan tudjon reagálni a külföldi agresszióra. A svájci férfiak általában 20 éves korukban átesnek egy alapvető katonai kiképzésen, egy ún. Rekrutenschule-ban (magyarul "toborzó iskola"). A kezdeti kiképzés után a milícia tagjai maradnak tartalékos állományban, 30 éves korukig (34 éves korig tiszt esetén). Minden egyes ilyen személytől megkívánják, hogy a hadsereg által kiosztott fegyverét (az 5.56x45mm Sig 550 a besorozottak gépkarabélya és/vagy a 9mm-es SIG-Sauer P220 fél-automata pisztoly tiszteknek,orvosi és postai személyzetnek) otthon tartsa egy a kormány által kiutalt előre megszabott mennyiségű lőszerrel együtt (50 töltény 5.56 mm / 48 töltény 9mm), a töltények le vannak pecsételve és gyakran ellenőrzik, hogy illetéktelenek kezébe ne kerülhessenek. Ezt a mennyiséget arra tervezték, hogy egy invázió esetén a katonák eljussanak az első katonai bázisra.
Amikor véget ér a katonai szolgálat a milicisták dönthetnek, hogy megtartják-e a személyes fegyverüket vagy egyéb általuk használt felszerelést. Megtartás esetén a fegyvert elküldik a fegyvergyárba ahol az automata üzemmódot kiiktatják, majd a fegyver visszaküldik a leszerelt tulajdonosának. Ekkor a fegyver egy fél-automata, öntöltő karabély lesz.
Az állam szponzorálja az edzéseket a fegyverek és lövészversenyek iránt érdeklődő kamaszoknak, mind fiúknak és lányoknak.

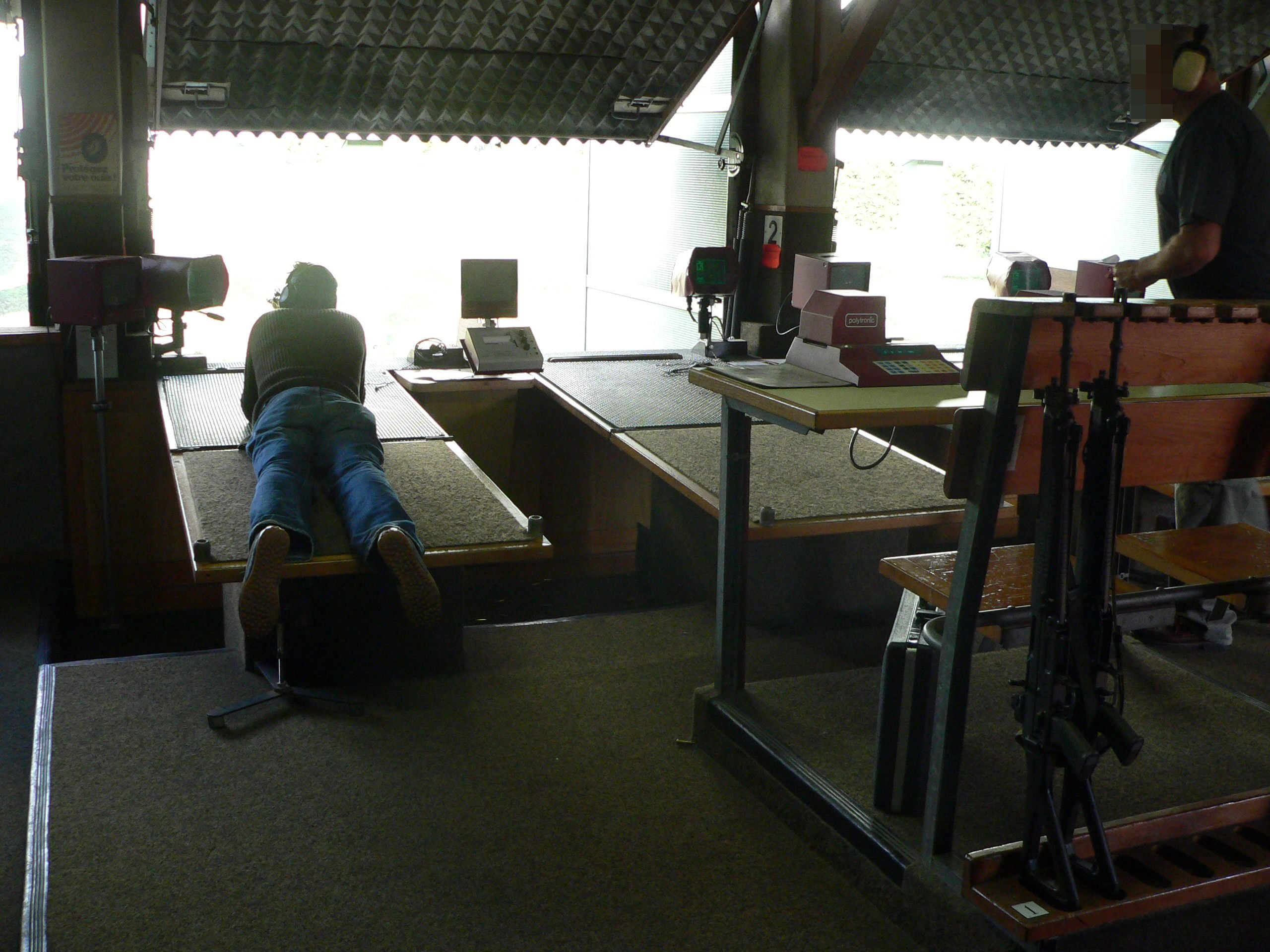
Egy lövészklub valahol Svájcban.

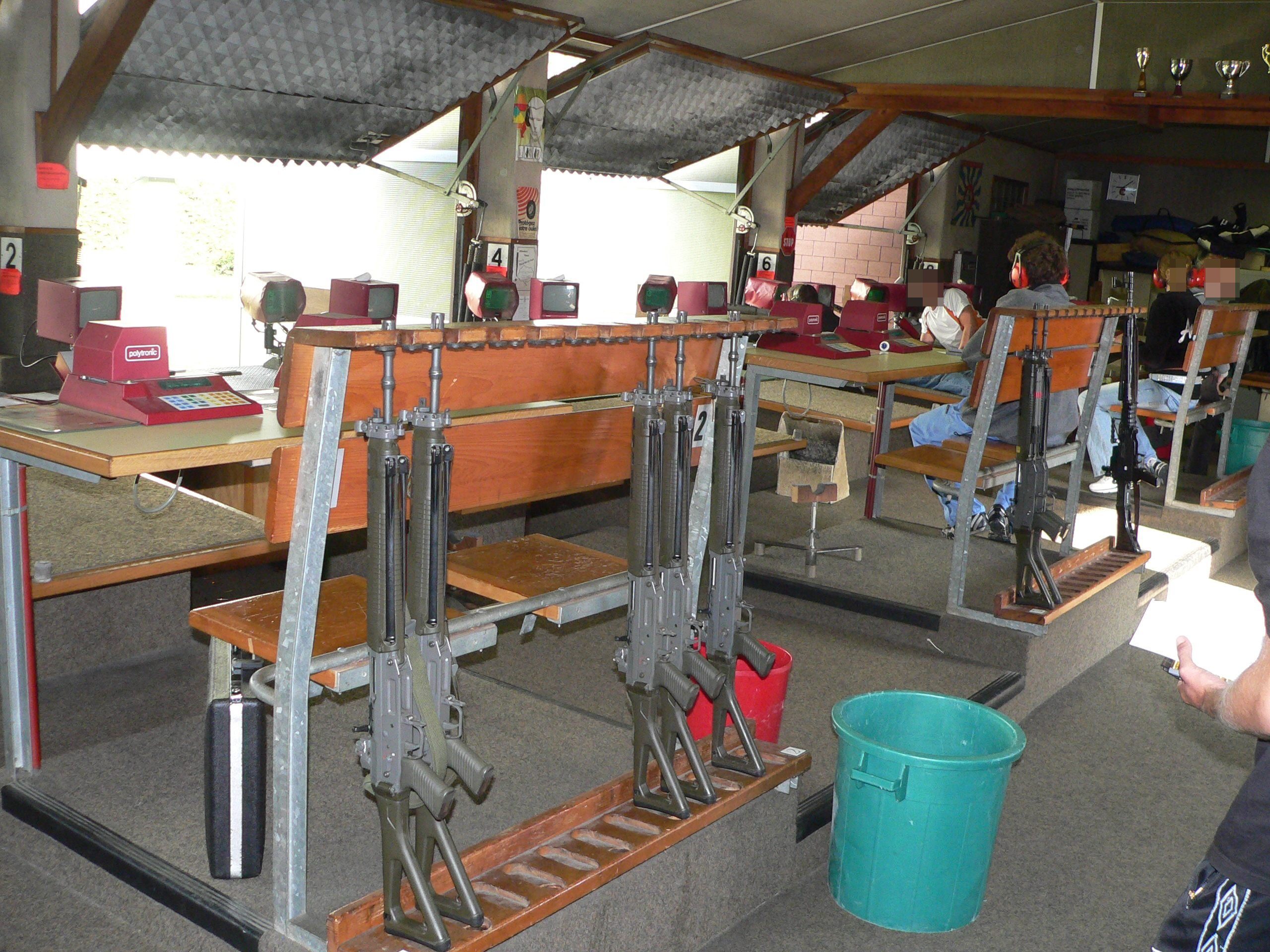
Lövészklub.

A lőszervásárlást a svájci kormány szubvencionálja, anyagilag támogatja és elérhetővé teszi a lőterek számára. Egy kikötés van, hogy a lőtéren vásárolt lőszert ott fel is kell használni. Ennek ellenére fegyverpárti ügyvédek David Kopel és Stephen D'Andrilli szerint "a szabályozás alig ismert és szinte sose tartják be". A nem vadászatra használt lőszerek vásárlását az eladó regisztrálja a vásárláskor, míg a lőtéren vásárolt lőszer nincs regisztrálva. A nem katonai lőszerek, a hosszú fegyveres vadászathoz alkalmazott és a .22 Long Rifle (LR) lőszer nem államilag támogatott, de nincsenek is vásárlási korlátok.
A Svájci Hadsereg magas sztenderdeket állított fel és követel meg a törvényes katonai viselkedés területén. 2005-ben például amikor fény derült egy a toborzottak által eljátszott abu ghraibi kínzásra, az egyik vádpont a szolgálati fegyver helytelen használata volt.
2001-ben egy svájci állampolgár Friedrich Leibacher behatolt egy regionális parlament épületébe és a fegyverével 14 embert megölt mielőtt végzett volna magával. A vizsgálat során kiderült, hogy ez nem saját hadseregbeli fegyvere volt, hanem annak egy változata. Pisztollyal követett el öngyilkosságot, s előzőleg egy rögtönzött robbanószerkezetet használt.

## A közkézen lévő fegyverek száma
Néhány statisztika megemlíti, hogy 420 000 gépkarabélyt tárolnak magán otthonokban, nagyrészt SIG SG 550 típusút. Ezen felül körülbelül 320.000 nem katonai szolgálatban lévő gépkarabély és pisztoly van privát tulajdonban, minden automata, változtatható üzemmódú fegyver át van alakítva félautomata üzemmódra. Ezen felül, magánkézben van több százezer félautomata kisfegyver. A magánotthonokban található lőfegyverek becsült száma 1,2 millió és 3 millió között van.

## Fegyverviselés

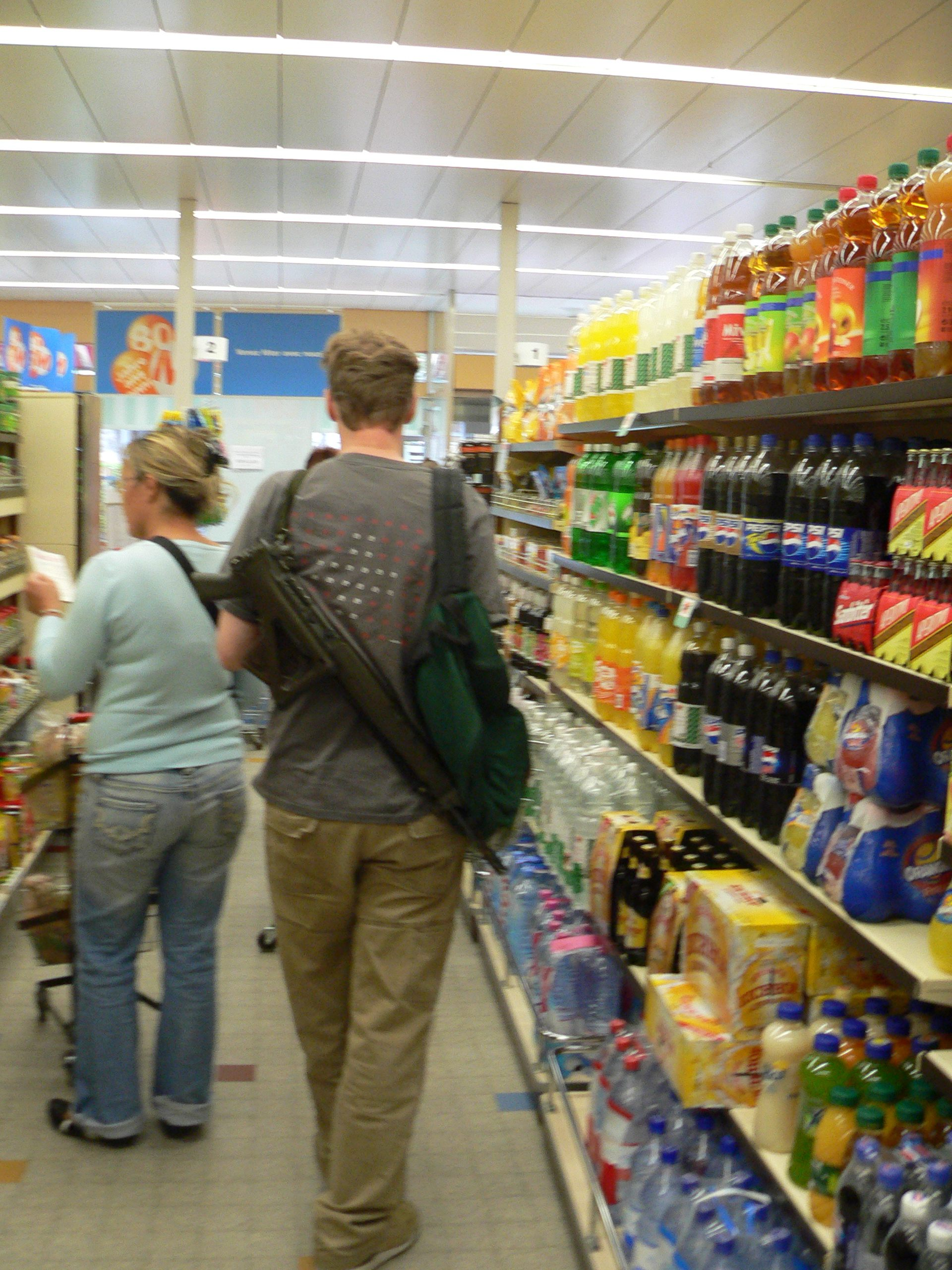
Egy milicista a szolgálati fegyverével a vállán.

A közterületen történő fegyverviseléshez az adott személy birtokában kell lennie egy un. Waffentragschein-nak (fegyverviselési engedély), amit legtöbb esetben csak azok a magánszemélyek kapnak meg, akiknek ez a munkavégzésükhöz elengedhetetlen.
Ennek ellenére megszokott látvány, hogy a katonai szolgálatukat töltő milicisták a szolgálati fegyverüket viselve úton vannak.

### A fegyverviselési engedély megszerzéséhez szükséges feltételek
Három feltétel van:
- teljesíteni a vásárlási engedély által támasztott kritériumokat (ld. alul)
- kézenfekvő indok a fegyverviseléshez, hogy megvédje a saját vagy mások életét, vagy ingatlanját egy közelebbről meghatározott veszélytől
- le kell tenni egy vizsgát amivel bizonyítja a jelentkező a fegyverkezelési és a fegyver jogszerű használatához elengedhetetlen tudását

A viselési engedély öt évig érvényes (kivéve, ha visszavonják vagy beadják) és csak azokra a fegyvertípusokra amelyeket megjelöltek a kérvényen. Se a vadászoknak, se a vadőröknek nem kell fegyverviselési engedély.

### Fegyverek szállítása
Fegyver mindaddig lehet közterületen szállítani amíg ehhez megfelelő indok van. Ez azt jelenti, hogy a fegyverszállításhoz a következők feltételek valamelyikének kell teljesülnie:
- A lőszernek a fegyvertől elszeparált helyen kell lennie és nem lehet lőszer a tárban.
- A szállításnak közvetlennek kell lennie, pl.:
  - Lőgyakorlatok,
  - A katonai raktár és az otthon között,
  - Hitelesített fegyvereladótól és vissza,
  - Egy adott esemény, pl. fegyver-show.[8]

## Fegyver vásárlás

### Feltételek az 1999. évi fegyvertörvény alapján
- Hogy valaki fegyvert vásároljon egy kereskedelmi boltban rendelkeznie kell egy Waffenerwerbsschein-nel (fegyvervásárlási engedély). Az engedély három lőfegyver megvásárlását engedélyezi. Mindenki aki 18 év feletti és pszichiátriailag nem korlátozott (úgy mint saját és mások életének veszélyeztetése)vagy nem jelent biztonsági kockázatot, és nincs priusza (szükséges egy hatósági ellenőrzés)kérelmezhet egy ilyen engedélyt.
- Hogy fegyvert vásárolj egy magánszemélytől, nem kell engedély, de az eladónak bizonyosnak kell lennie, hogy a fent említett kritériumoknak megfelel az illető (általában szintén egy erkölcsi bizonyítvánnyal bizonyítják ezt). A feleknek írott szerződést kell írniuk, amiben feltüntetik az adataikat, a fegyver típusát, annak előállítóját és sorozat számát. A szerződéseket 10 évig mindkét fél részéről meg kell tartani. Az eladónak a vásárló részéről be kell mutatni egy hivatalos okmányt, mivel az ilyen üzletek csak svájci vagy lakhatási engedéllyel rendelkező külföldi állampolgároknak engedélyezett. Az alábbi országokból származó személyek még érvényes lakhatási engedély birtokában sem vásárolhatnak fegyvereket (Horvátország, Bosznia, Macedónia, Törökország, Srí Lanka, Albánia, Algéria). A lakhatási engedéllyel nem rendelkező külföldiek vagy a fentebb felsorolt országokból származó személyeknek különleges engedélyre van szükségük.
- A 18. életév betöltése után egylövetű vagy fél-automata hosszú fegyvereket engedély nélkül lehet vásárolni. Az elismert fegyverszövetségeknek sem kell engedély az antik fegyverek vásárlásához. Ahogy a vadászoknak sem a tipikus vadászfegyverek tekintetében
- Általánosságban az automata fegyverek és néhány kiegészítő, pl. hangtompító árusítása tilos. Az ilyen eszközök ugyanakkor legálisak speciális kantoni rendőrség által kiadott engedéllyel.
- A legtöbb lőszer típus elérhető a kereskedelmi árusítás során pl. teljes acélköpenyes lövedék. Az expanzív lőszerek csak a vadászok számára engedélyezettek. A lőszervásárlást az eladás helyén regisztrálják.

## Rekreációs lövészet
A rekreációs lövészet széles körben elterjedt Svájcban. A fegyverekkel való gyakorlás népszerű kikapcsolódás és a kormányzat által bátorított, különösen a milicisták részére.
200.000 ember vesz részt az éves Feldschiessen hétvégén, ami a világ legnagyobb lövészversenye.
Ezen kívül létezik jó pár magán lőtér, ahol fegyver kölcsönözhető.

## Lőpor

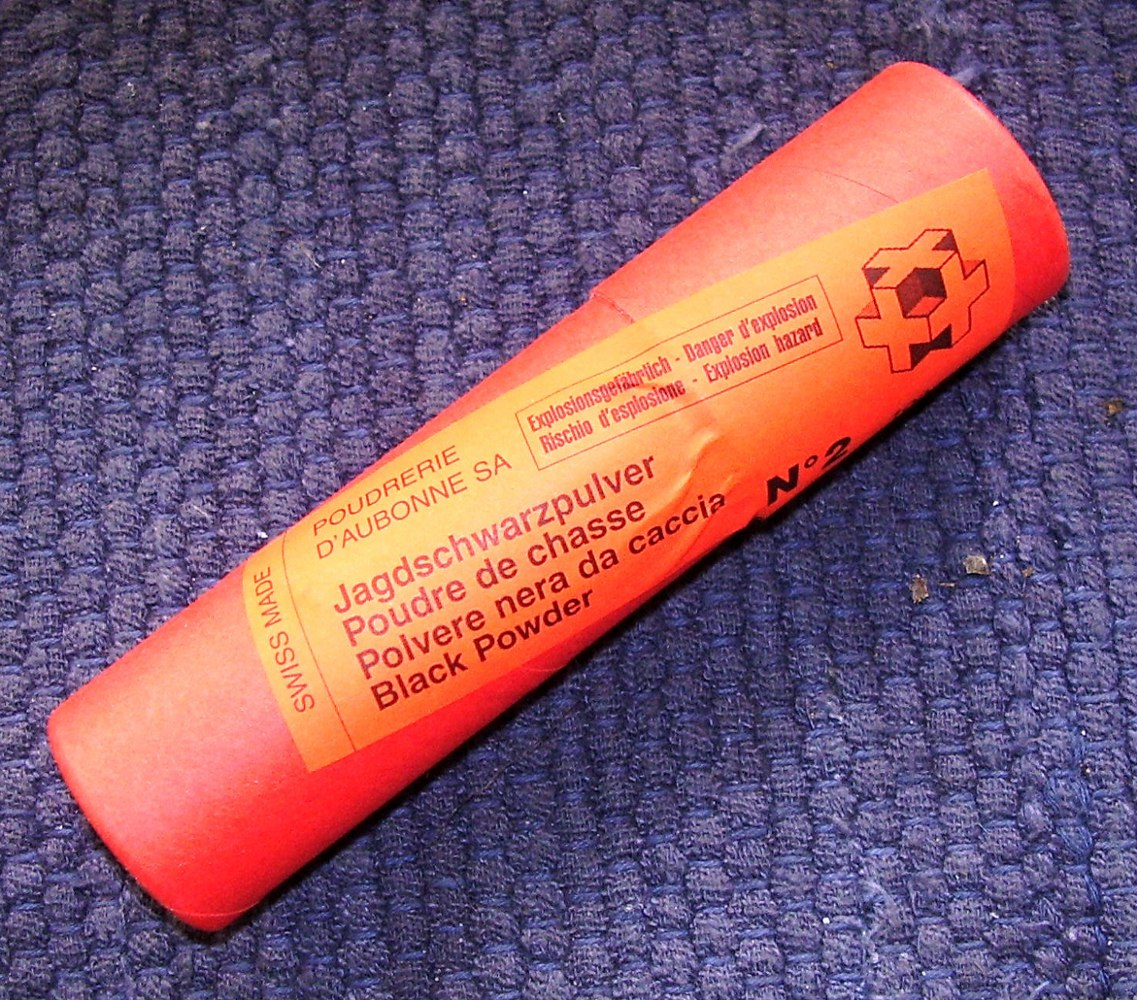
Egy svájci 100 gr-os lőpor tartó.

A svájci fegyverboltokban szabadon vásárolható lőpor az antik fegyverek használatához. A vásárlónak informálnia kell az eladó felet a nevéről és a címéről.

## Fegyveres bűnözés
A 2006-os rendőrségi statisztikák 34 lőfegyverrel elkövetett gyilkosságot, vagy gyilkossági kísérletet regisztrált, míg 69 ilyen estet pengével ellátott eszközökkel és 16 esetet fegyver nélkül. Súlyos testi sértés következtében 89 lőfegyverrel elkövetett és 526 pengével ellátott eszközzel elkövetett eset történt. 2007-ben Svájc lakossága kb. 7 600 000 fő volt, így ezek alapján 250 000 lakosra jut 1 gyilkosság vagy gyilkossági kísérlet évente. Ez a statisztika lőfegyverek tekintetében tartós visszaesést mutat az 1990-es évek óta.

## Lásd még
(angolul)
- Gun politics
- Schweizerischer Schützenverein
- Lists of countries by gun ownership
- Gun crime

## Külső hivatkozások
- Ordonnance fédérale sur les armes, les accessoires d’armes et les munitions Swiss federal application law on weapons, weapon accessories and ammunition. (franciául)
- Swiss Portal for hunting and fishing (angolul)
- Protell website (angolul)
- Firearms Training Company with Swiss Protell membership (angolul)